# North Pearsall, Texas
North Pearsall, Texas (енгл. North Pearsall) насељено је место без административног статуса у америчкој савезној држави Тексас.

## Демографија
По попису из 2010. године број становника је 614, што је 53 (9,4%) становника више него 2000. године.
| Група             | 2000.       | 2010.       |
| Белци             | 99 (17,6%)  | 95 (15,5%)  |
| Афроамериканци    | 0 (0,0%)    | 2 (0,3%)    |
| Азијати           | 0 (0,0%)    | 0 (0,0%)    |
| Хиспаноамериканци | 460 (82,0%) | 517 (84,2%) |
| Укупно            | 561         | 614         |